# Blanche-Église
Blanche-Église è un comune francese di 150 abitanti situato nel dipartimento della Mosella nella regione del Grand Est.

## Società

### Evoluzione demografica
Abitanti censiti